# Valentino Stepčić
Valentino Stepčić (* 16. Januar 1990 in Pula, SFR Jugoslawien) ist ein kroatischer Fußballspieler.

## Karriere
Valentino Stepčić begann mit dem Fußballspielen in der Jugend von NK Rudar Labin, später schaffte er es bei HNK Rijeka in die höchste Spielklasse Kroatiens. Unter anderem kam der Mittelfeldspieler 2009 in der Qualifikation für die UEFA Europa League gegen Metalist Charkiw zum Einsatz. Nach seiner Zeit bei Rijeka war er eine Spielzeit für NK Bela krajina in Slowenien aktiv. Danach folgten mit dem NK Zagreb, Cibalia Vinkovci und seinem ehemaligen Jugendverein NK Istra 1961 weitere Stationen in Kroatiens Profiligen. Im Jahr 2018 wechselte Stepčić wieder ins Ausland, zuerst nach Zypern zu Anagennisi Deryneia und im Sommer zu den Stuttgarter Kickers. Von den Kickers trennte er sich aber bereits nach einem Jahr und schloss sich Calcio Leinfelden-Echterdingen an.